# Union Tarbes-Lourdes Pyrénées Basket
Actualités
L’Union Tarbes-Lourdes Pyrénées Basket est un club de basket-ball français évoluant en Nationale Masculine 1, le 3e échelon national. Fondé en 2010, ce club résulte de la fusion du Tarbes UB et du Lourdes BC.

## Entraîneurs
- 2011-2017 : / Alexandre Casimiri
- 2017-février 2018 :  Vincent Lavandier
- Février 2018- novembre 2019 :  Laure Savasta
- Novembre 2019 - :  Chris Chougáz

## Palmarès
| Compétitions nationales | Compétitions internationales |
| - Néant                 | - Néant                      |

## Bilan par saison
| Saison                               | Championnat national | Championnat national | Championnat national | Championnat national | Championnat national | Championnat national | Championnat national | Championnat national | Championnat national | Coupe de France | Autres compétitions nationales | Autres compétitions nationales | Coupes européennes | Coupes européennes | Coupes européennes |
| Saison                               | Niveau               | Division             | Classement           | MJ                   | V                    | N                    | D                    | %V                   | Play-offs            | Coupe de France | Compétition                    | Résultat                       | Niveau             | Compétition        | Résultat           |
| ------------------------------------ | -------------------- | -------------------- | -------------------- | -------------------- | -------------------- | -------------------- | -------------------- | -------------------- | -------------------- | --------------- | ------------------------------ | ------------------------------ | ------------------ | ------------------ | ------------------ |
| Union Tarbes-Lourdes Pyrénées Basket |                      |                      |                      |                      |                      |                      |                      |                      |                      |                 |                                |                                |                    |                    |                    |
| 2010-2011                            | 6                    | R1                   | ?                    | ?                    | ?                    | ?                    | ?                    | ?                    | ?                    | -               | -                              | -                              | -                  | -                  | -                  |
| 2011-2012                            | 5                    | NM3                  | 1er/                 | ?                    | ?                    | ?                    | ?                    | 95 %                 | ?                    | -               | Trophée Coupe de France        | 1/4 de finale                  | -                  | -                  | -                  |
| 2012-2013                            | 4                    | NM2                  | 1er/14 (gr. B)       | 26                   | 21                   | -                    | 5                    | 81 %                 | 1/2 finales          | -               | -                              | -                              | -                  | -                  | -                  |
| 2013-2014                            | 3                    | NM1                  | 12e/18               | 34                   | 16                   | -                    | 12                   | 47 %                 | -                    | 8e de finale    | -                              | -                              | -                  | -                  | -                  |
| 2014-2015                            | 3                    | NM1                  | 10e/18               | 34                   | 19                   | -                    | 15                   | 56 %                 | -                    | 32e de finale   | -                              | -                              | -                  | -                  | -                  |
| 2015-2016                            | 3                    | NM1                  | 5e/18                | 34                   | 20                   | -                    | 14                   | 59 %                 | 1/4 de finale        | 16e de finale   | -                              | -                              | -                  | -                  | -                  |
| 2016-2017                            | 3                    | NM1                  | 7e/18                | 34                   | 19                   | -                    | 15                   | 56 %                 | 1/2 finales          | 32e de finale   | -                              | -                              | -                  | -                  | -                  |
| 2017-2018                            | 3                    | NM1                  | 14e/18               | 34                   | 12                   | -                    | 22                   | 35 %                 | -                    | 16e de finale   | -                              | -                              | -                  | -                  | -                  |
| 2018-2019                            | 3                    | NM1                  | 11e/14               | 24                   | 9                    | 0                    | 15                   | 38 %                 | -                    | 64e de finale   | -                              | -                              | -                  | -                  | -                  |
| 2019-2020                            | 3                    | NM1                  | 9e/14                | 26                   | 11                   | 0                    | 15                   | 42 %                 | -                    | 32e de finale   | -                              | -                              | -                  | -                  | -                  |
| 2020-2021                            | 3                    | NM1                  | ?/14                 | -                    | -                    | -                    | -                    | -                    | -                    | 32e de finale   | -                              | -                              | -                  | -                  | -                  |

## Joueurs emblématiques
- Florian Lesca
- Pierre Pelos
- Warren Racine
- Ludovic Vaty
- / Xane d'Almeida
- / Yannick Zachée